# Olivia Tjandramulia
Olivia Tjandramulia (Giacarta, 11 maggio 1997) è una tennista australiana.

## Carriera
Olivia Tjandramulia ha vinto 10 titoli in doppio nel circuito ITF in carriera. L'11 giugno 2018 ha raggiunto il best ranking mondiale nel singolare, nr 350; il 31 gennaio 2022 ha raggiunto il miglior piazzamento mondiale nel doppio, nr 149.
Ha fatto il suo debutto all'Hobart International 2014, partecipando nel doppio in coppia con Kimberly Birrell, uscendo sconfitte al primo turno dal team composto da Lisa Raymond e Zhang Shuai.
Olivia è nata a Giacarta, in Indonesia, ma è cresciuta a Rockhampton.

## Statistiche ITF

### Doppio

#### Sconfitte (3)
| Torneo $100.000 (0) |
| Torneo $80.000 (0)  |
| Torneo $75.000 (0)  |
| Torneo $60.000 (0)  |
| Torneo $50.000 (0)  |
| Torneo $40.000 (0)  |
| Torneo $25.000 (2)  |
| Torneo $15.000 (0)  |
| Torneo $10.000 (1)  |

| N. | Data             | Torneo                                                  | Superficie | Avversaria in finale | Score            |
| 1. | 7 settembre 2014 | ITF Yeongwol Women's Circuit Tennis, Contea di Yeongwol | Cemento    | Lee Jin-a            | 2-6, 2-6         |
| 2. | 11 ottobre 2015  | Cairns Tennis International, Cairns                     | Cemento    | Dalma Gálfi          | 4-6, 7-6(9), 1-6 |
| 3. | 18 giugno 2017   | Fuji Yakuhin SEIMS Women's Cup, Kōfu                    | Cemento    | Haruka Kaji          | 1-6, 3-6         |

### Doppio

#### Vittorie (10)
| Torneo $100.000 (0) |
| Torneo $80.000 (0)  |
| Torneo $75.000 (0)  |
| Torneo $60.000 (3)  |
| Torneo $50.000 (0)  |
| Torneo $40.000 (0)  |
| Torneo $25.000 (7)  |
| Torneo $15.000 (0)  |
| Torneo $10.000 (0)  |

| N.  | Data             | Torneo                                                        | Superficie  | Compagna         | Avversarie in finale                      | Score               |
| 1.  | 4 marzo 2016     | Mildura Grand Tennis International, Mildura                   | Erba        | Jessica Wacnik   | Mana Ayukawa Yuuki Tanaka                 | 6-0, 6-3            |
| 2.  | 17 febbraio 2018 | Perth Tennis International, Perth                             | Cemento     | Jessica Moore    | Alison Bai Lu Jiajing                     | 7-5, 6(8)-7, [11-9] |
| 3.  | 8 giugno 2018    | ITF Women's Circuit Singapore, Singapore                      | Cemento     | Zoe Hives        | Miyabi Inoue Junri Namigata               | 6–4, 4–6, [10–6]    |
| 4.  | 26 ottobre 2019  | Texas Tennis Open, Dallas                                     | Cemento     | Marcela Zacarías | Emily Appleton Jamie Loeb                 | 6-3, 6-4            |
| 5.  | 18 giugno 2021   | ITF Ciudad Raqueta, Madrid                                    | Cemento     | Ashley Lahey     | Yvonne Cavallé Reimers Celia Cerviño Ruiz | 6–2, 4–6, [10–8]    |
| 6.  | 21 agosto 2021   | ITF World Tennis Tour Gran Canaria, San Bartolomé de Tirajana | Terra rossa | Arianne Hartono  | María Lourdes Carlé Julieta Estable       | 6–4, 2–6, [10–7]    |
| 7.  | 12 novembre 2021 | Copa LP Chile, Santiago del Cile                              | Terra rossa | Arianne Hartono  | Katharina Gerlach Daniela Seguel          | 6-1, 6-3            |
| 8.  | 25 giugno 2022   | Cantanhede Ladies Open, Cantanhede                            | Sintetico   | Jessy Rompies    | Ingrid Gamarra Martins Emily Webley-Smith | 6–2, 7-6(1)         |
| 9.  | 15 ottobre 2022  | Graystone ITF Challenger Driven, Fredericton                  | Cemento (i) | Arianne Hartono  | Viktória Morvayová Anna Sisková           | 7-5, 6-1            |
| 10. | 22 ottobre 2022  | Challenger Banque Nationale de Saguenay, Saguenay             | Cemento (i) | Arianne Hartono  | Catherine Harrison Yanina Wickmayer       | 5-7, 7-6(3), [10-8] |

#### Sconfitte (12)
| Torneo $100.000 (0) |
| Torneo $80.000 (1)  |
| Torneo $75.000 (0)  |
| Torneo $60.000 (4)  |
| Torneo $50.000 (0)  |
| Torneo $40.000 (0)  |
| Torneo $25.000 (7)  |
| Torneo $15.000 (0)  |
| Torneo $10.000 (0)  |

| N.  | Data              | Torneo                                                        | Superficie      | Compagna           | Avversarie in finale                      | Score                   |
| 1.  | 27 maggio 2017    | ITF NH NongHyup Goyang Women's Challenger Tennis, Goyang      | Cemento         | Genevieve Lorbergs | Nicha Lertpitaksinchai Peangtarn Plipuech | 5-7, 4-6                |
| 2.  | 29 luglio 2017    | Challenger Banque Nationale de Granby, Granby                 | Cemento         | Alexa Guarachi     | Ellen Perez Carol Zhao                    | 2-6, 2-6                |
| 3.  | 16 febbraio 2018  | Perth Tennis International, Perth                             | Cemento         | Belinda Woolcock   | Jessica Moore Ellen Perez                 | 7–6(6), 1–6, [9–7] rit. |
| 4.  | 9 marzo 2018      | Mildura Grand Tennis International, Mildura                   | Erba            | Alexandra Bozovic  | Katy Dunne Gabriella Taylor               | 7-5, 6(4)-7, [5-10]     |
| 5.  | 4 agosto 2018     | Fort Worth Women's Pro Tennis Classic, Fort Worth             | Cemento         | Ayaka Okuno        | Hsu Chieh-yu Marcela Zacarías             | 6–3, 6(6)-7, [6–10]     |
| 6.  | 19 ottobre 2019   | Florence Open, Florence                                       | Cemento         | Marcela Zacarías   | Emina Bektas Tara Moore                   | 5-7, 4-6                |
| 7.  | 14 agosto 2021    | ITF World Tennis Tour Gran Canaria, San Bartolomé de Tirajana | Terra rossa     | Arianne Hartono    | Elina Avanesjan Oksana Selechmet'eva      | 5-7, 2-6                |
| 8.  | 4 settembre 2021  | CMG Tennis Cup, Trieste                                       | Terra rossa     | Justina Mikulskytė | Andreea Prisăcariu Nika Radišić           | 5-7, 2-6                |
| 9.  | 26 settembre 2021 | Wiesbaden Tennis Open, Wiesbaden                              | Terra rossa     | Arianne Hartono    | Anna Bondár Lara Salden                   | 7-6(9), 2-6, [4-10]     |
| 10. | 27 novembre 2021  | Aberto da República, Brasilia                                 | Terra rossa (i) | Valerija Strachova | Carolina Alves María Carlé                | 2-6, 1-6                |
| 11. | 3 giugno 2023     | Internazionali Femminili di Brescia, Brescia                  | Terra rossa     | Alëna Fomina-Klotz | Mai Hontama Moyuka Uchijima               | 1-6, 0-6                |
| 12. | 1º luglio 2023    | Engie Open du Périgord, Périgueux                             | Terra rossa     | Jessy Rompies      | Sapfo Sakellaridi Anna Sisková            | 2-6, 1-6                |